# Characoma scoparioides
Characoma scoparioides är en fjärilsart som beskrevs av Walker 1864. Characoma scoparioides ingår i släktet Characoma och familjen trågspinnare. Inga underarter finns listade i Catalogue of Life.